# 米夏埃尔·希尔格斯
米夏埃尔·希尔格斯（德語：Michael Hilgers，1966年8月6日—），德国男子曲棍球运动员。他曾代表西德、德国参加1988年和1992年夏季奥林匹克运动会曲棍球比赛，获得一枚金牌和一枚银牌。